# Koppány
Koppány est un noble hongrois, cousin et opposant du roi Saint Étienne de Hongrie.

## Origines
Son nom, Cupan en latin, viendrait du terme kapkan qui désigne une dignité chez les Bulgares du bas Danube. Son père, Szerénd Tar (le Chauve), descendant païen d'Árpád, dominait la moitié méridionale de la Transdanubie et la transmit à son fils dans les années 990. Il siégeait non loin de l'actuelle ville de Somogyvár.

## Crise de succession
À sa mort (printemps 997), le prince Géza légua ses pouvoirs à son fils Étienne. Koppány s'était engagé à le reconnaître bien que cela soit contraire à la tradition magyare selon laquelle l'aîné (lui-même) des descendants d'Árpád aurait dû gouverner.

## Révolte
Il rompit sa promesse. Soutenu par les Hongrois opposés à la christianisation et la centralisation menées par la lignée de Géza, Koppány exigea en vain la main de Sarolt, veuve de Géza, puis mit le siège devant Veszprém, résidence de la princesse et peut-être déjà siège d'un évêché. Étienne arriva d'Esztergom avec son armée et les combats débutèrent. Koppány fut finalement vaincu à la bataille de Sóly.

## Exécution
Étienne fit aussitôt décapiter et écarteler son cousin sur le lieu de sa capture. Le but était de marquer les esprits des ennemis. Il était en effet indispensable, dans le paganisme magyar, qu'un corps préserve son intégrité dans la mort afin d'assurer la survie de l'âme. Les quartiers du cadavre furent ensuite exposés au peuple dans les quatre villes principales du pays : Esztergom, Veszprém, Győr et Gyulafehérvár.

## Dans la culture populaire
Koppány est au centre de plusieurs poèmes signés Makkai Sándor, Gyula Juhász ou encore Ady Endre.
Il figure aussi dans l'opéra-rock István, a király. Il a notamment été incarné par Attila Dolhai, figure emblématique de la scène contemporaine hongroise.
Le prince rebelle est également l'un de personnages centraux du roman de fantasy historique Le châtiment des flèches, signé Fabien Clavel et paru aux Editions Pygmalion.
L'écrivain hongrois Sándor Szabó lui a dédié une duologie historique initiée en 2019, Koppány: A lázadó vezér (Koppány : le chef rebelle) et Koppány fiai (Les fils de Koppány).